# Veta
Veta är kyrkbyn i Veta socken, Mjölby kommun, Östergötlands län. Orten ligger strax nordväst om Mantorp.
Veta var från 1604 till 1681 ett tingsställe i Vifolka härad. I byn ligger Veta kyrka.